# Język anus
Język anus, także: koroernoes, korur – język austronezyjski używany przez grupę ludności w prowincji Papua w Indonezji. Według danych z 2005 roku posługuje się nim 320 osób.
Jego użytkownicy zamieszkują wyspę Anus oraz jedną miejscowość na wybrzeżu Nowej Gwinei. Z danych Ethnologue (wyd. 22) wynika, że jest używany również na wyspie Podena. Publikacja Peta Bahasa informuje, że posługują się nim mieszkańcy wsi Anus (dystrykt Bonggo, kabupaten Sarmi).
Jest bliski językowi podena (według Ethnologue może chodzić o ten sam język).
W anus występuje piątkowy (kwinarny) system liczbowy.
Jest zagrożony wymarciem, niemniej według Ethnologue pozostaje w użyciu w większości domen. Pewną rolę odgrywają też języki kwesten (używany przez większą społeczność na wybrzeżu) i indonezyjski. Prawdopodobnie presja z ich strony przyczynia się do jego zaniku.
Nie wykształcił piśmiennictwa.